# Designs
《Designs》（日語：ディザインズ）是五十嵐大介創作的科幻題材日本漫畫，於講談社發行的《月刊Afternoon》2015年6月號（2015年4月25日發售）開始連載，2019年5月号（2019年3月25日發售）完結，期間兩個月連載一話。單行本全5冊。
本作連載之前有一短篇「環世界」（ウムヴェルト）在《月刊Afternoon》2014年6月号上發表，為主人公「青蛙」的故事，也是本作的序章，收錄在《五十嵐大介作品集 環世界》當中。

## 劇情大綱
在本作的設定中，人類研究出透過基因編輯將動物人類化的技術，創造出HA，亦即「人化動物」，人類訓練他們來執行任務。與此同時，因為地球環境惡化，世界各地的頂尖學者執行著太空移民的計劃之一那拉植物，目的在於培養足以在荒蕪星球存活、並將之化為可居住星球的基因改造植物。「那拉植物」的計劃引發爭鬥，HA作為高層們的棋子不斷行動，但有著人類感情的他們似乎也有自己的思量⋯⋯

## 登場人物
- 更新至單行本第2冊

### HA
居貝邱爾
青蛙HA，擁有蛙類皮膚和蛙腿的少女，只能透過發聲器說話，代號「義肢」。由奧田創造。
安、寶貝
2名豹HA，豹身女性，外觀上只有頭部是人類的樣子。由奧田創造。
海豚
5名海豚HA，頭部有額隆，可以以此與同伴共感。由維多利亞創造，並接受青蛙訓練。因為肌肉的質不同，戰鬥能力遠在青蛙之上。
紅
光頭，沉著冷靜的領導者，相當依賴維多利亞。
藍
黑色短髮，從青蛙那裡學會並喜歡上戰鬥的感覺，但有時會失去冷靜。
桃
淺色長捲髮，毒舌，對青蛙有明顯的敵意。
黃
淺色短髮，感情豐富但情緒不穩定，在共感下會影響到同伴。
綠
淺色短捲髮，話很少。

### 奧田宅邸
奧田
天才科學家，性情古怪，有一隻眼睛異於常人。基因技術領域的專家，HA的創造者，也是「那拉植物」計劃不可或缺的人物。擁有看得見「生物設計圖」的「環世界」（生物各自特有的認知世界）。父母是著名的遺傳學家，據說因為研究而死於恐怖攻擊。
潔絲敏
原本是少年兵，後來到宅邸擔任女傭。以前的名字是「brains splash lick」。
范達姆
宅邸的執事。
羅賓
宅邸的廚師。
猴子
聲帶經過改造，會說人話，雖然只會說背過的詞語，但有時會有驚人之語。
阿萬
鳞角腹足蜗牛HA，腳嵌有金屬鱗片，愛上了潔絲敏。

### 那拉植物相關者
尚
打造擁有HA技術的大企業山孟都的家族的老五，長相像女性，戴著眼鏡綁著馬尾。山孟都內部正因「那拉計畫」的主導權而內鬨，和父親及兄弟關係不佳。
會長
「山孟都」的會長，主要將HA技術運用在戰爭上。
尚的爺爺
「山孟都」的有力人士，雖然已隱退，其動向仍能左右大局。自稱擁有看見世界走向的環世界，相當注重「那拉植物」計畫，對奧田寄與厚望。
米利暗
尚的姑婆，曾是奧田父母的同事，知曉奧田和其父母的真相。擁有極高的洞察力，暗中左右戰局。
維多利亞
基因技術領域的專家，「海豚」的創造者，有意取代奧田的地位。

### 其他
Mrs.Big
山孟都的神秘人物，其情報連內部也鮮少有人知曉。實際上是一頭很大隻的母豬，是所有HA的母親。HA的創造方式是將修改過的胚胎置入母體，然而生產HA會對母體造成一定的負擔，所以需要Mrs.Big這樣有特殊體質的孕母。

## 出版書籍
| 卷數 | 講談社         | 講談社                 | 臉譜出版      | 臉譜出版               |
| 卷數 | 發售日期       | ISBN                   | 發售日期      | ISBN                   |
| ---- | -------------- | ---------------------- | ------------- | ---------------------- |
| 1    | 2016年2月23日  | ISBN 978-4-06-388124-0 | 2020年2月6日  | ISBN 978-986-235-809-2 |
| 2    | 2017年3月23日  | ISBN 978-4-06-388246-9 | 2020年2月6日  | ISBN 978-986-235-810-8 |
| 3    | 2018年1月23日  | ISBN 978-4-06-510776-8 | 2020年4月30日 | ISBN 978-986-235-836-8 |
| 4    | 2019年10月23日 | ISBN 978-4-06-517177-6 | 2020年9月26日 | ISBN 978-986-235-866-5 |
| 5    | 2019年11月22日 | ISBN 978-4-06-517484-5 | 2021年1月7日  | ISBN 978-986-235-881-8 |

## 外部連結
- 官方网站（月刊Afternoon官網）